# 아먼드 해머
아맨드 해머(Armand Hammer, 1898년 5월 21일:16 – 1990년 12월 10일)는 미국의 사업가이자 자선가이다. 러시아 제국 태생 공산주의자 활동가의 아들인 해머는 의사 훈련을 받은 후 새로 설립된 소련과의 무역에서 경력을 시작했다. 제약과 위스키로 재산을 모은 그는 1956년 당시 부실했던 옥시덴탈 페트롤리움의 경영권을 장악하기 전 거의 은퇴했다. 그는 이후 33년간 회사의 최고경영자 겸 회장으로 재직하며 회사를 미국 최대 기업 중 하나로 성장시켰다. 언론으로부터 "블라디미르 레닌의 선택받은 자본가"라고 불린 그는 미술품 컬렉션과 소련과의 긴밀한 유대 관계로도 유명했다.
해머의 전 세계 사업 이익과 그의 "시민 외교"는 그가 폭넓은 친구와 동료 네트워크를 구축하는 데 도움이 되었다.

## 어린 시절
아맨드 해머는 뉴욕 시에서 로즈 리프쉬츠와 줄리어스 해머 사이에서 태어났다. 로즈와 줄리어스 해머는 러시아 제국 출신 유대인 이민자로, 각각 비쳅스크 (현재 벨라루스)와 오데사 (현재 우크라이나)에서 왔다. 줄리어스 해머는 1875년 미국에 와서 브롱크스에 정착하여 일반 의학 진료소와 5개의 약국을 운영했다.
1917년 러시아 혁명 이후, 줄리어스의 지도 아래 사회주의노동당 (SLP)의 일부가 분리되어 미국 공산당의 창립 요소가 되었고, 이 당은 블라디미르 레닌과 볼셰비키를 지지했다. 루트비히 마르텐스가 이끄는 러시아 소비에트 정부국의 행정 책임자, 상업 무역관 및 재정 고문으로서 줄리어스 해머는 러시아 소비에트 정부국에 대한 지원을 창출하도록 할당되었고, 그의 회사 앨라이드 드럭을 통해 밀수된 다이아몬드의 불법 판매 수익을 돈세탁하여 소비에트 러시아국에 자금을 지원했으며, 그의 앨라이드 드럭 파트너인 아브라함 A. 헬러는 소비에트국의 상업 부서를 이끌었다. 줄리어스 해머와 헬러는 소비에트 러시아에 대한 금수 조치를 중단하고 미국과 소비에트 러시아 간의 무역을 늘리며 미국 사회주의자들이 압도적으로 경멸했던 볼셰비키의 이미지를 개선하기 위해 미국 전역을 광범위하게 여행했다. 미국이 소비에트 러시아에 대한 금수 조치를 취하는 동안, 줄리어스 해머는 그의 앨라이드 드럭 앤 케미컬을 위장 회사로 사용하여 리가를 통해 미국과 소비에트 러시아 간에 품목과 재료를 밀수했다. 러스크 위원회가 1919년 6월 12일 소비에트 러시아 정부국에 대한 경찰의 급습을 지지한 후, 루트비히 마르텐스는 도망쳐 잠적했으며, 종종 해머의 집에서 숨어 지냈다. 1920년 12월 18일, 마르텐스는 추방되었고, 1921년 1월 소비에트 러시아로 돌아갔다.

SLP의 상징

해머는 원래 자신의 아버지가 알렉상드르 뒤마 피스의 소설 《춘희》에 나오는 아르망 뒤발이라는 인물의 이름을 따서 자신을 명명했다고 말했다. 다른 출처에 따르면, 해머는 나중에 그의 아버지가 지도자 역할을 했던 SLP의 "팔과 망치" 그래픽 상징을 따서 이름 지어졌다고 한다. 말년에 해머는 후자의 이야기가 자신의 이름의 진정한 유래를 담고 있다고 확인했다.:16

### 아버지의 투옥
사회주의 및 공산주의 활동으로 인해 해머의 아버지 줄리어스는 연방 감시를 받게 되었다. 1919년 7월 5일, 연방 요원들은 마리 오가네소프 (전 러시아 황제 외교관의 33세 러시아인 아내)가 그의 브롱크스 자택 한쪽 날개에 있는 줄리어스의 의료 사무실로 들어가는 것을 목격했다. 오가네소프는 "생명을 위협하는 유산, 낙태, 건강 악화 이력이 있었고, 임신을 중단하고 싶어했다." 수술은 1918년 인플루엔자 팬데믹 한가운데서 이루어졌다. 낙태 6일 후, 오가네소프는 폐렴으로 사망했다. 그녀의 사망 4주 후, 브롱크스 카운티 대배심은 줄리어스 해머를 1급 살인 혐의로 기소했다. 이듬해 여름, 검사는 배심원들을 설득하여 줄리어스 해머가 환자를 "개처럼 죽게 내버려 두었다"고 주장했으며, 그녀가 실제로 인플루엔자 합병증으로 사망했다는 주장은 그의 범죄를 은폐하려는 시도에 불과하다고 말했다. 1920년, 판사는 줄리어스 해머에게 싱싱 교도소에서 3년 반 형을 선고했다.
대부분의 역사가들 (예: 베벌리 게이지 및 나이젤 웨스트)은 줄리어스가 낙태를 시술했다고 주장하지만, 작가 에드워드 제이 엡스타인은 그의 저서 《파일: 아맨드 해머의 비밀스러운 역사》에서 낙태를 시술한 것은 그의 아버지 줄리어스가 아니라 당시 의대생이었던 아맨드 해머였고 그의 아버지 줄리어스가 책임을 졌다는 주장을 내놓았다. 엡스타인의 주장은 아맨드의 정부였던 베티 머피가 한 인터뷰 발언에서 비롯되었다. 머피와 엡스타인의 설명에 따르면, 법적 전략은 줄리어스가 낙태 시술 자체를 부인하지 않았지만, 의학적으로 필요했으며 의대생이 아닌 면허를 가진 의사가 그러한 주장을 제시하는 데 더 설득력이 있을 것이라고 주장했다.

### 앨라이드 드럭
소비에트 러시아 정부국이 폐쇄된 후, 미국과 소련 간의 앨라이드 드럭의 밀수 활동은 중단되었고, 이로 인해 앨라이드 드럭은 뉴욕과 리가의 창고에 많은 양의 미지급 품목을 보관하여 막대한 부채를 안게 되었다. 1921년 3월, 루트비히 마르텐스는 모스크바에서 탈린의 소비에트 사절단을 통해 1924년까지 싱싱에 수감되어 있던 줄리어스 해머에게 편지를 보내 소비에트와의 무역을 위한 앨라이드 드럭 앤 케미컬 양보를 허용하고 앨라이드 드럭 대표를 소련에 파견해 줄 것을 요청했다.
아버지가 투옥되자 해머와 그의 형제는 가업인 앨라이드 드럭을 새로운 차원으로 끌어올렸는데, 제1차 세계 대전 말에 저가로 구입한 장비를 다시 팔았다. 해머에 따르면, 그의 첫 사업 성공은 1919년에 이루어졌는데, 높은 수준의 알코올을 합법적으로 함유한 생강추출물을 제조 및 판매하여 그 해에 100만 달러의 매출을 올렸다. 이 추출물은 금주법 시대에 엄청난 인기를 끌었다.

### 소련의 가족 특사
줄리어스가 투옥되어 있는 동안, 그는 러시아어를 전혀 할 줄 모르는 아맨드 해머를 소련으로 보내 앨라이드 드럭 앤 케미컬의 업무를 돌보게 했다. 해머는 다음 10년 동안 소련을 오갔다. 그동안 해머는 1919년 컬럼비아 칼리지를 졸업하고 1921년 컬럼비아 의과대학에서 의학 학위를 취득했다.
1921년, 벨뷰 병원에서 인턴십 시작을 기다리던 해머는 소련으로 여행을 떠났고, 이 여행은 1930년 말까지 이어졌다.:73 비록 그의 의학 경력은 짧게 끝났지만, 그는 "해머 박사"로 불리는 것을 즐겼다. 1921년 여행에서 해머의 의도는 그 이후로 계속 논쟁이 되어 왔다. 그는 원래 연합군 개입 기간 동안 운송된 의약품에 대한 15만 달러의 빚을 회수할 의도였으나, 곧 당시 굶주리고 있던 러시아인들에게 밀을 판매하는 자본주의적이고 자선적인 관심에 사로잡혔다고 주장했다.:43 여권 신청서에서 해머는 서유럽만 방문할 의도라고 밝혔다. 법무부의 J. 에드거 후버는 이것이 거짓임을 알았지만, 해머는 어쨌든 여행이 허용되었다.:36 26세의 후버는 법무부의 전복 전문가였는데, 아맨드 해머가 코민테른의 특사라는 정보를 듣고 아맨드 해머의 여행이 외국 정보 기관에 통보되도록 했다. 의심스러운 미국 정부는 이 여행과 그의 남은 생애 내내 그를 감시했다.

## 경력

### 초기 소련 사업

#### 러시아 첫 여행
컬럼비아 의과대학을 떠난 후, 해머는 남동생 빅터와 함께 새로 설립된 소련에서 많은 물품을 수입하고 의약품을 수출하는 성공적인 사업으로 이전의 기업가적 벤처를 확장했다. 소련 러시아 봉쇄는 1921년 2월 대부분의 품목에 대해 끝났고, 1921년 7월 5일 그는 앨라이드 드럭의 소련 러시아 대표 자격으로 첫 소련 러시아 여행을 위해 뉴욕을 떠났다. 출발 전, 그는 레닌의 미국 변호사로 미국에서 소련 러시아의 이익을 지지했으며 그의 법률 사무실은 이전 소련 러시아 정부국이 차지했던 건물과 같은 건물에 있던 찰스 레흐트를 방문했고, 레흐트는 해머에게 모스크바의 루트비히 마르텐스에게 전달할 소포를 주었다. 이 첫 방문 동안, 아맨드 해머는 나중에 국가보안위원회로 알려진 소련 비밀경찰인 체카가 앨라이드 드럭 앤 케미컬을 장악하도록 허용했다.

#### 석면 채굴권
소비에트 러시아와 이후 소련에 머무는 동안, 그는 뇌물과 돈세탁 기술을 완성했으며, 이는 1960년대와 1970년대에 자신이 녹음한 대금 지불이 폭로되면서 드러났다. 미국으로 돌아온 후, 해머는 레닌이 소련 러시아 우랄 지방에서 석면을 채굴할 수 있는 25년 석면 채굴권을 자신에게 주었다고 진술했다. 해머에 따르면, 그의 첫 여행에서 그는 발진티푸스 전염병을 돕기 위해 6만 달러 상당의 의료 용품을 가져갔고, 소련 국가에 의해 몰수된 모피, 캐비어, 보석을 100만 부셸 (27,216톤)의 잉여 미국 밀 선적과 교환하는 거래를 레닌과 했다.

#### 레닌 신경제 정책
레닌의 신경제정책 동안, 아맨드 해머는 USSR과의 거래에서 38개 국제 회사를 위한 중재자가 되었다. 레닌 사망 전, 해머는 USSR로의 포드슨 트랙터 수입을 협상했고, 이는 그 나라의 농업 기계화에 중요한 역할을 했다. 나중에 스탈린이 집권한 후, 해머가 미국-소련 협상가로서 추가 거래가 협상되었다.

#### 해머의 소련 이주
그는 이러한 운영, 특히 펜과 연필을 제조하고 수출하는 대규모 사업을 감독하기 위해 1920년대에 소련으로 이주했다. 해머와 경쟁하기 위해 중앙 위원회로부터 메즈두나로드나야 크니가 회사 운영을 할당받았던 알렉산더 바민에 따르면, 소련에서 그러한 품목을 생산하는 문구류 독점권은 실제로는 줄리어스 해머에게 부여되었다. 바민은 당이 줄리어스 해머와 다른 양허인들이 통제하는 공장에서 만든 문구류에 5백만 금 루블을 지출하여 그들을 부자로 만들었다고 말한다. 바민은 또한 자신이 이끄는 공장이 결국 해머의 제품보다 필기도구와 같은 특정 품목을 비교할 수 있는 품질과 더 나은 품질로 생산하는 데 성공했지만, 바민이 소련에 있는 동안 주요 소련 연필 신탁은 해머의 품질을 결코 달성하지 못했다고 주장한다. 아맨드 해머는 1930년까지 소련에 머물렀다.

### 미국 귀환
미국으로 돌아온 해머는 1930년에서 1933년 사이에 소련으로부터 몇몇 파베르제 달걀을 유증받았다. 이 유물들의 진위는 의문시되었다. 게자 폰 합스부르크에 따르면, 아맨드의 형 빅터 해머는 스탈린의 무역위원 아나스타스 미코얀이 아맨드에게 위조품을 판매하기 위해 파베르제홀마크 도구를 제공했다고 진술했다, 그리고 빅터는 자신이 아맨드와 함께 운영하여 수백만 달러의 총수익을 올린 1938년 뉴욕 판매가 진품과 위조품 (합스부르크가 포베르제 위조품이라고 부른 것)으로 구성되었으며, 수수료는 미코얀에게 돌아갔다고 진술했다. 확실히 일부 위조품이 생산되었지만, 면밀히 조사한 결과 소위 위조품이라고 불리던 많은 품목들이 실제로는 다양한 공방, 특히 헨릭 비그스트롬의 공방에서 나온 것이었으며, 파베르제 회사가 폐쇄될 때 소련 정부에 의해 압수된 것이었다. 품목들이 미완성되었거나 소매 판매 준비가 되지 않았기 때문에, 많은 품목들은 홀마크가 없었고, 그래서 해머와 그의 동료들이 작업을 마무리했다.
그의 1983년 저서, 《레드 카펫》에서 작가 조셉 파인더는 해머의 "러시아와의 광범위한 연관성"을 논한다. 《파일: 아맨드 해머의 비밀스러운 역사》에서 에드워드 제이 엡스타인은 해머를 소련의 "가상 스파이"라고 불렀다.

### 석유 회사, 리비아 거래, 소련 협상 재개
미국으로 돌아온 후 해머는 다양한 사업, 예술, 문화, 인도주의적 활동에 뛰어들었으며, 여기에는 미국의 여러 석유 생산 노력에 대한 투자도 포함되었다.
그는 1933년에 설립되어 1946년 유나이티드 디스틸러스 오브 아메리카 주식회사로 이름을 변경하기 전까지 A. 해머 쿠퍼리지 코퍼레이션으로 알려졌던 그의 회사 유나이티드 디스틸러스 오브 아메리카를 통해 막대한 부를 얻었다. 1944년 초, 해머는 아메리칸 디스틸링 코퍼레이션과 뉴햄프셔주 뉴마켓의 옛 럼 증류소를 인수했는데, 그곳에서 그의 아메리칸 디스틸링 직원인 한스 G. 마이스터 박사가 미국 최초의 감자 기반 증류주인 보드카를 생산하기 시작했고, 쿠퍼리지의 웨스트 쇼어 계정을 통해 판매되는 블렌디드 위스키도 생산했다. 1945년 7월 28일 안개 낀 토요일, B-25 비행기가 엠파이어 스테이트 빌딩 79층 북쪽 면에 충돌한 후, 해머는 손상된 78층을 매입하여 보수하고, 이를 그의 유나이티드 디스틸러스 오브 아메리카 본사로 만들었다.
그의 석유 투자는 나중에 1956년에 그가 얻은 옥시덴탈 페트롤리움 (Oxy)의 지배로 이어졌다. 옥시덴탈 페트롤리움과 리비아에서의 지분을 통해 해머는 주요 미국 국내 생산자들이 석유 가격에 대한 강력한 통제력을 깨는 데 핵심적인 역할을 했고, 대신 석유 수출국 기구에 석유 가격 통제권을 넘겨주었다. 아서앤더슨은 옥시의 감사였다. 내셔널 지오그래픽은 옥시덴탈의 회장 해머를 "합성 연료 붐의 선구자"라고 묘사했다.
1973년, 리비아는 Oxy의 리비아 내 지분 51%를 국유화했다. 1974년, 아맨드 해머는 무아마르 알 카다피가 1969년 9월 집권한 이후 리비아가 서명한 첫 석유 탐사 협정을 리비아와 35년간 체결했다고 발표했다. 1974년 협정에 따라 옥시덴탈 페트롤리움이 채굴한 석유의 81%는 리비아 정부로, 옥시덴탈 페트롤리움은 19%만 보유했다. 당시 Oxy는 리비아에서 두 번째로 큰 석유 생산자였고, 리비아는 회사의 유일한 주요 원유 공급원이었다. 리비아 정부는 계속해서 회사의 자산을 위협했고, 회사는 보통 카다피의 요구에 굴복했다.
평생 동안 해머는 냉전에도 불구하고 소련과 개인 및 사업 거래를 계속했다. 말년에는 막대한 개인 비용을 들여 로비를 하고 광범위하게 여행하며, 미국과 세계 공산주의 국가들 간의 평화를 위해 노력했으며, 체르노빌 생존자들을 돕기 위해 의사와 물품을 소련으로 운송하기도 했다. 그의 책 《더 프라이즈》에서 대니얼 예르긴은 해머가 "다섯 명의 소련 서기장과 일곱 명의 미국 대통령 사이의 중개인으로 활동했다"고 썼다.

### 데탕트
해머가 유리 안드로포프와 가까웠던 덕분에 안드로포프는 영어-러시아어 번역가였던 미하일 일리치 브루크 (러시아어: Михаил Ильич Брук; 1923년 모스크바 출생 – 2009년 유르말라 사망)를 해머의 개인 대사이자 촉진자로 배정했고, 1964년부터 아맨드 해머와 소련 지도자들 간의 소련 내 모든 회담에서 해머의 통역사로 참석했다. 브루크는 1957년 7월에 개최된 첫 번째 퍼그워시 회의인 사상가의 롯지에서 기술 번역가로 활동했다. 아맨드 해머에 따르면, "마이크는 KGB였다."
1969년 초, 아맨드 해머는 이튼의 타워 인터내셔널을 장악했다. 해머의 옥시덴탈 페트롤리움이 타워 인터내셔널의 부채를 떠맡고 이튼이 타워 인터내셔널의 향후 프로젝트에서 발생하는 수익의 45%를 받는 대가로 해머가 타워 인터내셔널의 지배적인 과반수 지분을 갖게 되는 조건이었다.
소련 시대 동안 아맨드 해머는 1979년에 개장하여 해머 센터로 알려지게 된 모스크바 국제 무역 센터에 자금을 지원하기도 했다.

#### 닉슨과 브레즈네프 간의 무역 협상
리처드 닉슨이 소련을 방문한 최초의 미국 대통령으로서 1972년 6월 1일에 끝난 정상회담을 위해 모스크바로 여행한 후, 해머는 1972년 7월 14일에 모스크바에 도착했고, 사전트 슈라이버를 법률 고문으로 삼아 닉슨의 정상회담 이후 미국과 소련 간의 첫 무역 협정을 협상했다. 닉슨의 출발 6주 전, 해머는 닉슨의 선거 자금의 재정 위원장인 모리스 스탠스에게 해머가 비자금으로 사용했던 스위스 번호판 은행 계좌에서 현금 4만 6천 달러를 개인적으로 주었다. 나중에 1972년 9월, 해머는 같은 스위스 은행 계좌에서 닉슨의 선거 자금에 5만 4천 달러를 추가로 기부하여 해머가 닉슨의 선거 자금에 총 10만 달러를 기부했다. 1972년 7월 18일, 해머는 런던을 통해 미국으로 돌아와 닉슨 행정부의 해머 로비스트인 팀 밥콕에게 닉슨의 비서실장인 해리 로빈스 홀더먼을 통해 닉슨과의 회의를 주선해 달라고 요청하여 1972년 7월 20일에 해머의 무역 협상에 대해 대통령에게 보고하도록 했다.
1972년 7월 데탕트 기간 동안 아맨드 해머는 1965년 10월부터 1980년까지 소련 화학 산업부 장관이자 해머의 가까운 친구였던 레오니트 코스탄도프와 레오니트 브레즈네프의 중재를 통해 20년 계약을 협상했고, 1973년 4월 해머가 서명한 이 계약에 따라 해머가 통제하는 회사인 옥시덴탈 페트롤리움과 타워 인터내셔널은 북부 플로리다에서 옥시덴탈이 채굴한 인산염을 소련과 나중에 러시아로 수출하고, 그 대가로 소련과 나중에 러시아는 오데사에서 해머의 회사를 통해 천연 가스를 수출하여 암모니아, 포타시, 요소로 전환하게 되었다. 이 비료 거래는 해머의 100번째 생일인 1998년까지 계속될 예정이었다. 잭스포트의 잭슨빌 항구는 이 무역이 이루어진 미국 항구였다. 닉슨은 미국 수출입 은행이 20년간 200억 달러 상당의 거래에 부분적으로 자금을 지원하고, 그리고 볼가강 지역에 4개의 암모니아 공장 건설과 이들을 오데사 항구와 연결하는 파이프라인 건설을 소련에 지원하도록 장려했다.
1978년 7월 27일, 우크라이나 SSR에서 비료 거래가 시작되었는데, 흐리호리우카(러시아어: Григорьевка, 우크라이나어: Григорівка)의 옛 위치 근처의 항구와 오데사 공장들이 개장했다. 이 항구는 "피우덴니" (러시아어: Морской порт “Пивденный”, 우크라이나어: Морський торговельний порт «Південний»)라고 불리며, 18.5 미터 (61 ft)까지의 선박을 수용할 수 있는 우크라이나에서 가장 깊은 항구이다. 피우덴니는 1974년에 설립된 유즈네 서쪽에 있는 소 아드잘리크 강어귀에 위치해 있다. 피우덴니 항구는 1978년까지 "흐리호리우카" (러시아어: «Григорьевский»)로 알려져 있었고, 1978년부터 2019년 4월 17일까지는 유즈니 항구로 불리다가 항구 이름이 러시아어에서 우크라이나어로 변경되었다.

### 닉슨의 워터게이트 기금에 대한 불법 재정 지원
정치적으로 해머는 민주당원이었다. 그러나 그의 변호사 루이스 나이저의 회고록에 따르면, 그는 "양당에 기여하는 많은 경영자들 [그리고] 그의 이중 선물에 대한 어떠한 홍보도 원하지 않았다." 1972년, "다양한 출처의 압력"을 받아 해머는 닉슨의 두 번째 선거 운동에 비정상적인 액수를 기부했다. "그는 자신이 민주당원이기 때문에 닉슨에 대한 그의 상당한 기여가 익명으로 이루어지기를 원했다." 해머는 1972년 4월 7일 익명 및 타인을 통한 정치 기부를 금지하는 1971년 법이 발효되기 전에 닉슨을 지지하기 위해 4만 6천 달러를 익명으로 기부했다. 나중에 1972년 9월, 아맨드 해머는 옥시덴탈 페트롤리움의 부사장인 전 몬태나 주지사 팀 밥콕의 친구들을 통해 리처드 닉슨의 워터게이트 기금에 5만 4천 달러를 불법적으로 추가 기부했고, 그 후 해머와 밥콕 모두 불법 기부와 관련된 혐의에 대해 유죄를 인정했다. 해머는 보호관찰과 3천 달러의 벌금을 받았다. 1989년 8월, 조지 H. W. 부시 미국 대통령은 1972년닉슨의 재선을 돕기 위한 불법 기부 혐의로 해머를 사면했다.

### 고어 가문과의 관계
2003년 알렉세이 미트로파노프와의 인터뷰에서 해머와 고어 가문이 유럽에서 가까웠다고 잘못 언급되었다. 옥시덴탈의 석탄 이익은 수년 동안 변호사이자 전 미국 상원 의원인 앨 고어 시니어 등을 통해 대표되었다. 해머와 오랜 친구였던 고어는 1970년 11월 미국 상원 선거에서 낙선한 후 자회사인 아일랜드 크릭 석탄 회사의 사장이 되었다. 옥시덴탈의 석탄 및 인산염 생산의 대부분은 고어가 상원에서 대표했던 테네시주에 있었고, 고어는 회사 주식을 소유했다. 전 부통령 앨 고어 주니어는 고어 시니어 사망 후 주식이 유산으로 넘어갔을 때 환경 운동가들로부터 많은 비판을 받았는데, 고어 주니어는 아들이자 유산 집행자였다. 고어 주니어는 주식에 대한 통제권을 행사하지 않았고, 주식은 결국 유산이 정리될 때 매각되었다.
해머는 고어 주니어를 매우 아꼈으며, 1984년 해머의 지도 아래 고어 주니어는 이전에 하워드 베이커가 맡았던 테네시 상원 의원직을 모색했다. 해머는 고어 시니어에게 자신의 아들을 미국 대통령으로 만들 수 있다고 약속했다고 한다. 고어 주니어가 1988년 민주당 대통령 후보 지명을 모색한 것은 해머의 격려와 지원 덕분이었다.

### 암앤해머 지분
1980년대에 해머는 처치 앤 드와이트 (Arm & Hammer 제품을 제조하는 회사)의 상당량의 주식을 소유했으며, 이사회의 일원으로도 활동했다. 그러나 Arm & Hammer 회사의 브랜드 이름은 아맨드 해머에서 유래한 것이 아니다. 이는 해머가 태어나기 31년 전부터 사용되었다. 해머와 옥시덴탈은 처치 앤 드와이트 투자가 우연이라고 말했지만, 해머는 이전에 자주 질문을 받았기 때문에 Arm & Hammer 브랜드를 사려 시도했음을 인정했다.

### 대통령 암 패널
1981년, 해머는 로널드 레이건 미국 대통령에 의해 3인으로 구성된 대통령 암 패널 위원으로 임명되었고, 이후 1984년부터 1989년까지 패널의 의장으로 재직했다. 패널 의장으로서 그는 암과 싸우기 위해 매년 10억 달러를 모금하는 캠페인을 발표했다.

## 다른 활동 및 추구
해머는 교육, 의학, 예술과 관련된 대의를 지원하는 자선가였다. 그는 인상주의 및 탈인상주의 그림의 수집가였다. 그의 개인 기부품은 로스앤젤레스, 캘리포니아의 UCLA 해머 미술관의 영구 소장품의 핵심을 이룬다. 그의 형 빅터와 함께 그는 뉴욕 시에 있는 "해머 갤러리"의 소유주였다. 해머는 1971년에 미국에서 가장 오래된 미술관인 크노들러를 인수했다. 해머는 크노들러의 관장으로 미술사학자 존 리처드슨을 고용했다. 리처드슨은 나중에 그에 대한 비판적인 인물 묘사를 썼고, 해머를 "베테랑 사기꾼"이라는 꼬리표로 비난했다.

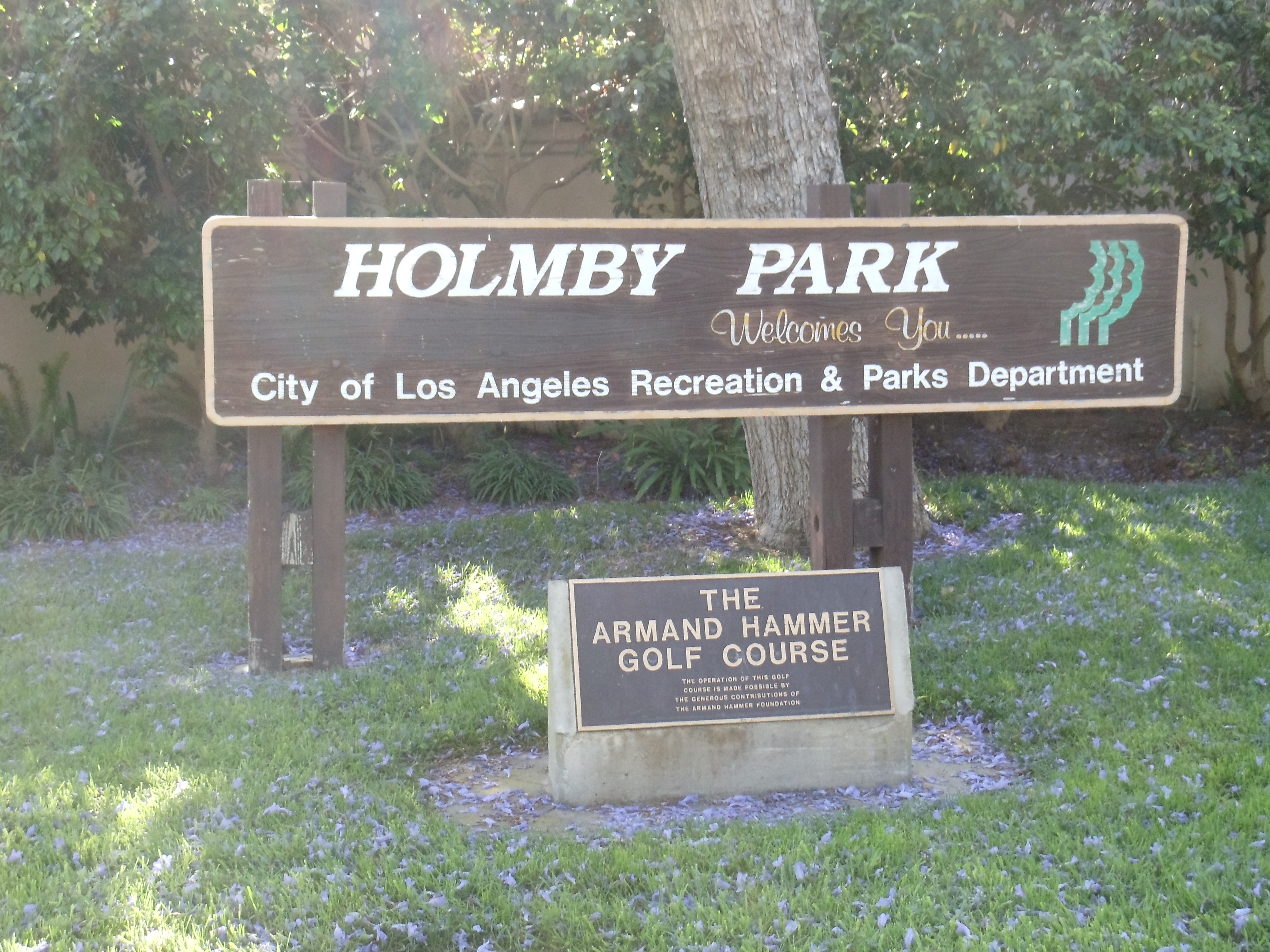
홀름비 힐스홀름비 파크에 있는 아맨드 해머 골프 코스 표지판

그의 유산 중 하나는 미국 서부 아맨드 해머 유나이티드 월드 칼리지 (현재 일반적으로 UWC-USA라고 불리며, 유나이티드 월드 칼리지의 일부이다)로, 그는 1981년에 당시 웨일스 공 찰스의 지원을 받아 설립하는 데 기여했다. 찰스 3세는 유나이티드 월드 칼리지 인터내셔널의 총재였다. 미래의 찰스 3세와의 친밀함으로 인해 그는 왕자의 자녀 중 한 명의 대부로 비유되기도 했다. 찰스 3세가 해머를 윌리엄 왕자의 대부로 삼으려 했지만, 다이애나 왕세자비가 이 아이디어를 싫어했기 때문에 이 계획을 포기할 수밖에 없었다고 보도되었다. 1980년대에 해머는 찰스 왕자의 프로젝트에 거의 4천만 파운드에 달하는 막대한 재정적 지원을 제공했으며, 해머의 보잉 727을 무료로 사용할 수 있도록 했다.
친구 해리와 로사 스트라이글러와 함께 그는 여러 유대인 재단, 특히 홀로코스트와 관련된 재단을 지원하기도 했다. 해머는 노벨 평화상을 열망했고, 메나헴 베긴을 포함한 여러 번 지명되었지만 결코 수상하지 못했다.
1986년, 포브스지는 그의 순자산을 2억 달러로 추정했다.
해머는 1988년 코스비 가족 만세 에피소드에 게스트로 출연하여 (암으로 고통받는 테오 헉스터블의 친구 할아버지 역으로), 암 치료법이 임박했다고 말했다.
1988년, 해머는 옥시덴탈을 이끌고 있었는데, 그때 그의 석유 굴착 장치인 파이퍼 알파가 폭발하여 167명이 사망했다. 컬렌 보고서는 플랫폼의 여러 영역에서 결함을 지적했다.
2016년 기준으로 그는 6권의 전기 (1975년 콘시딘의 공식 전기, 1985년 브라이슨의 커피 테이블 북, 1989년 와인버그, 1992년 블루메이, 1996년 엡스타인, 2009년 알레프)와 2권의 자서전 (1932년, 1987년 베스트셀러)의 주제였다. 그의 미술품 컬렉션인 《아맨드 해머 컬렉션: 4세기 명작》은 아맨드 해머 재단에서 여러 판으로 출판되었으며, 결국 5세기 명작으로 확장되었고, 때로는 컬렉션이 전시된 박물관과 공동으로 출판되기도 했다. 그리고 그의 자선 프로젝트는 수많은 출판물의 주제였다.

## 수상
1978년, 해머는 소련 시민이 아니었음에도 불구하고 국제 노동자와 공산주의 운동과 소련의 필요성에 대한 그의 강력한 지원으로 레오니트 브레즈네프로부터 소련의 인민우호훈장을 받았다. 그가 사망할 때까지 해머는 다음을 포함한 다른 상들을 받았다.
- 미국 성취 학회 황금 접시상 (1978)[126]

- 미국: 국가 예술 훈장 (1987)
- 프랑스: 레지옹 도뇌르
- 이탈리아: 이탈리아 공화국 공로장 대장 (1981년 8월 1일)[127]
- 스웨덴: 북극성 훈장
- 오스트리아: 기사 사령관 십자훈장
- 파키스탄: 힐랄-이-콰이드-아잠 평화상
- 이스라엘: 리더십상
- 베네수엘라: 안드레스 벨료 훈장
- 멕시코: 국가 인정상
- 불가리아: 주빌리 메달
- 벨기에: 왕관 훈장[117]
- 존 제이 어워드 (1981) 그의 모교인 컬럼비아 칼리지에서[128]

## 개인 생활

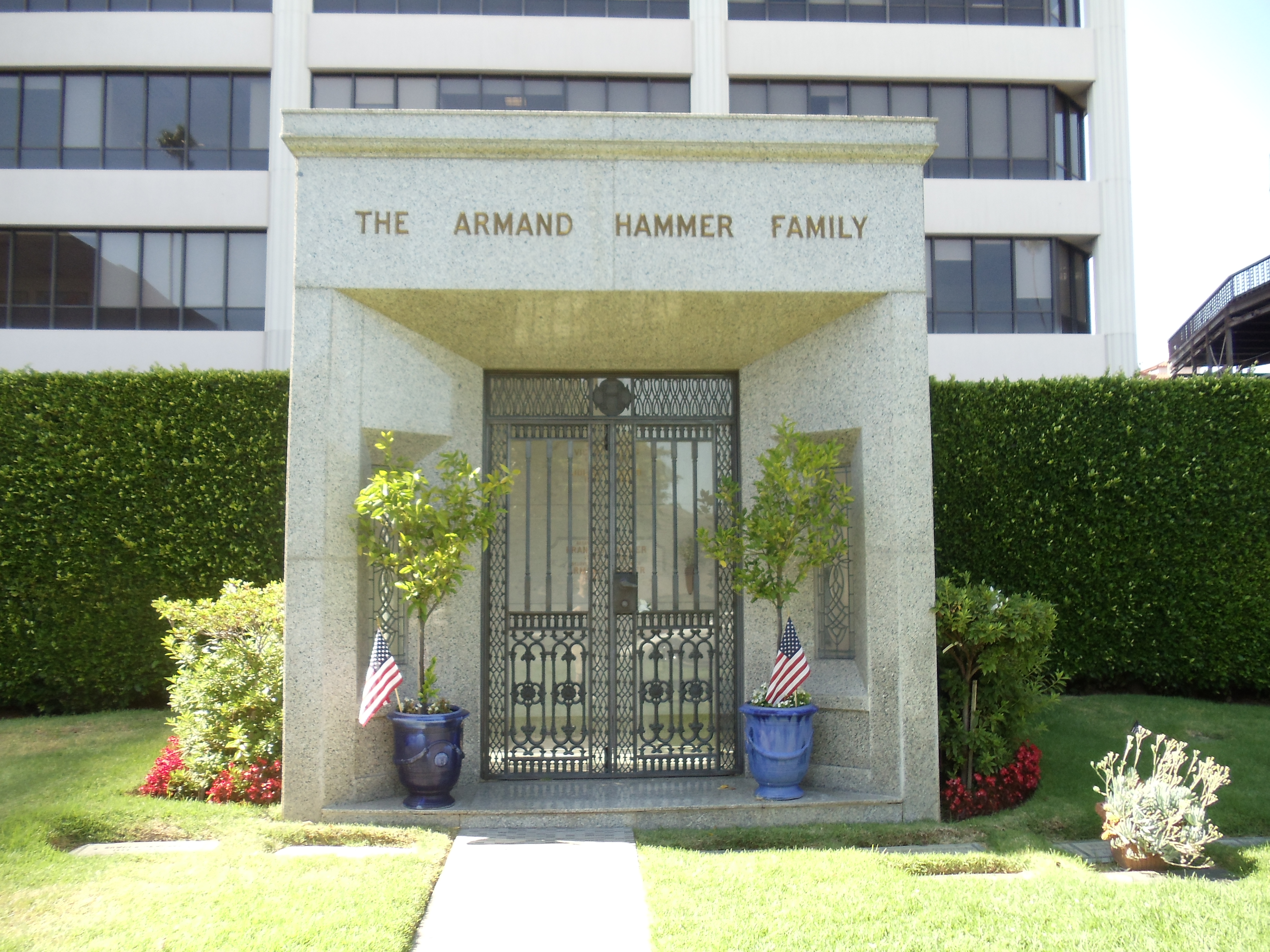
웨스트우드 빌리지 기념 공원묘지에 있는 가족묘

해머는 세 아들 중 둘째였다. 그는 평생 동안 형제인 해리와 빅터 해머와 사업을 포함한 긴밀한 관계를 유지했다.
해머는 세 번 결혼했다. 1927년, 해머는 차르 장군의 딸인 러시아 여배우 올가 바디모프나 폰 루트와 결혼했다. 1943년에는 안젤라 제벨리와 결혼했다. 1956년에는 부유한 미망인 프랜시스 바렛과 결혼했으며, 그녀가 1989년에 사망할 때까지 결혼 생활을 유지했다.
해머는 첫 번째 아내에게서 아들 줄리안 아맨드 해머 한 명을 두었다.:120 해머의 손자는 사업가 마이클 아맨드 해머이며, 그의 증손자는 배우 아미 해머이다.
해머는 1990년 12월 로스앤젤레스에서 92세의 나이로 골수암으로 사망했다. 그는 윌셔 대로에 있는 옥시덴탈 페트롤리움 본사 건너편의 웨스트우드 빌리지 기념 공원묘지에 안장되었다.

## 출판물
논문
- "광대한 중국 시장에서." 저널 오브 인터내셔널 어페어스, 39권, 2호: 전환기의 중국 (1986년 겨울): 19–25. JSTOR 24356572.

서적
- 로마노프 보물의 탐색. 윌리엄 파퀴하 페이슨 (1932). 241쪽.
- 해머. 로스앤젤레스: 페리지 북스, 1988. 닐 린든과 공동 저술.
  - 미니애폴리스 연방준비은행 부사장 톰 게이너 검토. "해머: 기업가의 오디세이", 더 리전, 1987년 8월.[131]

## 같이 보기
- 사이러스 이튼
- 포베르제 위조품
- 미국 대통령이 사면 또는 감형한 사람들 목록

## 내용주
1. ↑  1954년 미국의 매카시즘 시대에 사이러스 이튼의 리퍼블릭 스틸에서 생산된 판금을 클리블랜드에서 크롬광석과 주로 카자흐 SSR에서 거래하기 위해 이튼의 아들 사이러스 이튼 주니어는 캐나다 몬트리올에 캐나다 회사 타워 인터내셔널을 설립하여 중개인 역할을 하도록 했다. 미국과 소련 간의 직접 무역은 상상할 수 없는 일이었기 때문이다.[67]
2. ↑  나중에 1980년대 페레스트로이카 동안, 사이러스 이튼 월드 트레이드 주식회사는 소련과 캐나다 간의 무역 개방에 기여했다.[69]
3. ↑  1972년 7월, 아맨드 해머의 재정 마법사 도먼 커먼스(해머의 옥시덴탈 페트롤리움 로스앤젤레스 지사 최고재무책임자)는 모스크바의 타워 인터내셔널 국제 무역 센터 프로젝트가 1억 달러가 들고 데탕트가 실패하면 완전히 망할 것이라고 추정했다.[70] 1972년 7월 31일, 커먼스는 해머에게 자신의 생각을 전달했고, 해머는 1972년 8월 1일부로 커먼스를 해고했다.[71]
4. ↑  마이크 브룩이 조직한 이 여행 동안, 해머는 개인 소유 비행기, 그의 걸프스트림 제트기를 타고 소련으로 비행한 첫 번째 인물이었으며, 일반적인 여권 및 세관 검사를 거치지 않았다.[73]
5. ↑  옥시덴탈은 플로리다주 잭슨빌 근처에 대규모 인산염 매장량을 보유하고 있었다.[83]

### 참고 문헌
- Epstein, Edward Jay (1996). 《파일: 아맨드 해머의 비밀스러운 역사》 1판. 뉴욕: 랜덤하우스. ISBN 978-0679448020.

## 추가 자료
전기적 프로필
- 잉햄, 존 N. 미국 기업 지도자 전기 사전, 2권: H–M. 그린우드 프레스 (1983): 533–536. ISBN 0313239088.
- 거물과 기업가. 뉴욕: 매크밀런 라이브러리 레퍼런스 USA (1998): 87–92. ISBN 978-0028649825.

서적
- 코시딘, 밥 아맨드 해머 박사의 놀라운 삶. 뉴욕: 하퍼앤로, 1975. ISBN 0060108363. 287쪽.
- 브라이슨, 존. 아맨드 해머의 세계. 에이브럼스, 1985. ISBN 978-0810910935. 255쪽.
- 와인버그, 스티브. 아맨드 해머: 알려지지 않은 이야기. 보스턴: 리틀, 브라운, 1989. ISBN 978-0316928397. 501쪽.
- 블루메이, 칼. 권력의 어두운 면: 진짜 아맨드 해머. 뉴욕: 사이먼 & 슈스터 (1992년 11월). ISBN 978-0671700539. 494쪽.
- 엡스타인, 에드워드 제이. 파일: 아맨드 해머의 비밀스러운 역사. 뉴욕: 랜덤하우스 (1996). ISBN 978-0679448020. 418쪽.
  - 저자 에드워드 제이 엡스타인과의 C-SPAN 북노트 인터뷰 (1997년 1월 5일).

카탈로그
- 덴버 미술관. 아맨드 해머 컬렉션: 4세기 명작. 전시 카탈로그 (1978년 2월 18일 – 4월 9일).

소설
- 트리안타필루, 소티. 몰리비온 공장 [연필 공장] (그리스어). 파타키스 (2000).